# Майр, Давид
Давид Майр (нем. David Mair, 21 августа 1984, Випитено, Трентино — Альто-Адидже) — итальянский саночник, выступающий за сборную Италии с 2003 года. Участник зимних Олимпийских игр в Ванкувере, многократный призёр различных этапов Кубка наций, чемпион мира среди юниоров.

## Биография
Давид Майр родился 21 августа 1984 года в городе Випитено, регион Трентино — Альто-Адидже. Активно заниматься санным спортом начал в возрасте тринадцати лет, в 2000 году прошёл отбор в национальную команду и дебютировал на юниорском чемпионате мира в Кёнигсзее, где занял четвёртое место. В следующем году повторил это достижение и поднялся до второй позиции общего зачёта молодёжного Кубка мира.
На взрослом Кубке мира дебютировал в сезоне 2003/04, на этапе в латвийской Сигулде финишировал тридцать девятым, тогда как на мировом первенстве среди юношей выиграл золотую медаль. Однако полноправным членом основного состава сборной стал только в следующем году, на кубковых этапах регулярно попадал в тридцатку сильнейших, заняв по итогам сезона тридцать вторую строку в мировом рейтинге лучших саночников. Поворотным в его карьере стал сезон 2005/06, когда Майр сделал резкий скачок вперёд в плане результатов, в частности, на этапе Кубка мира в американском Лейк-Плэсиде замкнул десятку сильнейших, поднявшись в общем зачёте до восемнадцатой позиции. Год спустя был уже пятнадцатым, а в сезоне 2007/08 — четырнадцатым.
Приблизительно так же проходили все остальные его выступления на других крупнейших международных соревнованиях. В 2010 году Давид Майр прошёл квалификацию на зимние Олимпийские игры в Ванкувер и отправился защищать честь страны на олимпийской трассе Уистлер, где впоследствии финишировал семнадцатым. На чемпионате мира 2012 года в немецком Альтенберге занял восьмое место мужского одиночного разряда, и это лучший его результат на взрослых мировых первенствах.